# Guerra Civil (Marvel Comics)
Guerra Civil (no original: Civil War) é uma minissérie de história em quadrinhos(pt-BR) ou banda desenhada(pt-PT?) da editora Marvel Comics, escrita por Mark Millar e desenhada por Steve McNiven. Foi publicada em sete partes entre junho de 2006 e janeiro de 2007, além de se espalhar por quase todas as revistas Marvel no período. O evento ocorre após as sagas Vingadores: A Queda, Guerra Secreta e Dinastia M.
O enredo gira em torno da discussão a respeito da Lei de Registro de Super-Humanos, imposta pelo governo após um trágico acidente causado por um grupo de heróis, obrigando que todos os heróis uniformizados revelem suas identidades e passem a ser supervisionados pelo Estado. Com isso, a comunidade super-heróica divide-se entre aqueles que apoiam a Lei, liderados por Tony Stark; e os que são contra, liderados pelo Capitão América.
O arco é considerado um dos melhores da sua década, e serviu como base para o terceiro filme do Capitão América. Uma sequência, intitulada Guerra Civil II, foi lançada em 2016.

## Criação
Em entrevista ao website Newsarama, Mark Millar descreveu o processo criativo para o surgimento da minissérie:
Em setembro passado, eu, Brian, Jeph, JMS e a equipe da Marvel nos reunimos e estávamos elaborando um plano de negócios para o ano seguinte. (...) Enfim, a Marvel fez um grande sucesso com House of M no ano passado e queria outro. Ninguém se dava ao trabalho de escrever nada e eu estava ansioso por um tempo de folga. Mas a ideia que eles lançaram como um possível crossover deixou todo mundo um pouco preocupado. Brian e eu nos entreolhamos com uma expressão de "isso é um erro", mas não queríamos ofender ninguém.

Naquela noite, saímos todos e, mais uma vez, eu e Brian expressamos discretamente nossas preocupações de que o projeto sobre o qual estavam falando era uma boa história, mas não parecia um crossover. Simplesmente não parecia grande o suficiente. Então, na manhã seguinte, fomos às compras e BB pareceu meio animado, dizendo que acha que deveríamos fazer algo totalmente diferente. Ele sugeriu que fizéssemos algo que ele vinha planejando em New Avengers e Secret Wars com um Registro de Super-Humanos. Ele tinha a ideia da S.H.I.E.L.D. caçando os heróis e fazendo com que todos entregassem suas identidades secretas para o seu banco de dados. Achei ótimo e Brian sugeriu na reunião. Todos gostaram, mas minha única preocupação era que a S.H.I.E.L.D. estava sendo usada em excesso ultimamente (especialmente Nick Fury), e sugeri que fizéssemos heróis versus heróis.

Na verdade, eu estava me inspirando no conceito que Bryan Hitch e eu estávamos desenvolvendo (cujo título original era Guerra Civil) e trouxe a ideia de "irmão contra irmão" para a mistura. As pessoas estavam ficando cada vez mais animadas à medida que começávamos a conversar, tentando adivinhar quem ficaria do lado de quem e assim por diante. Mas Jeph Loeb realmente cristalizou tudo quando se levantou e disse "De que lado você está?".— Mark Millar

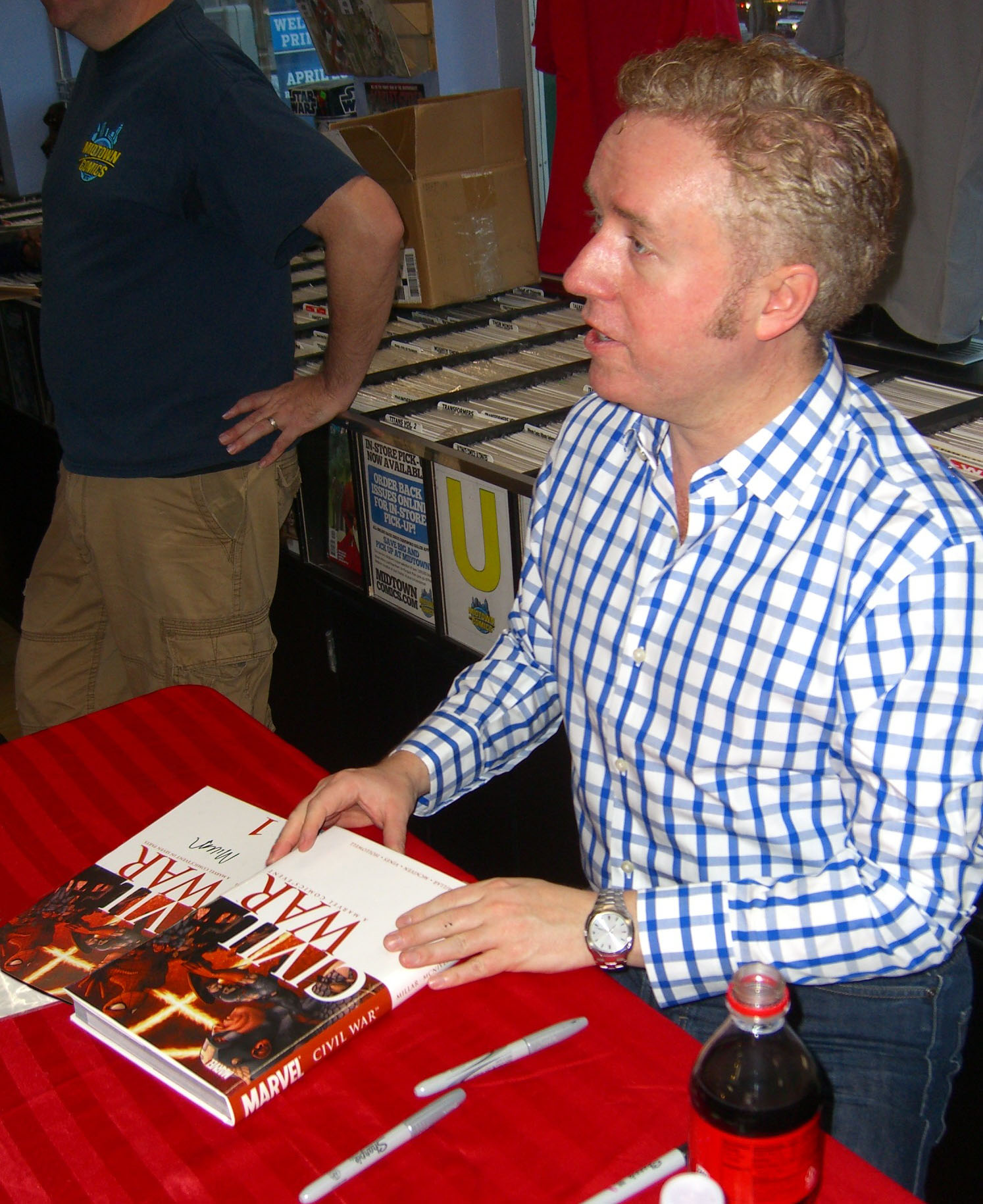
Mark Millar com uma edição de Guerra Civil, em uma sessão de autógrafos em 2013.

Na mesma entrevista, Millar foi perguntado em que medida o enredo é apenas uma boa e velha história de super-heróis e o quanto foi concebido como alegoria sobre algumas das realidades políticas e sociais do pós-11 de setembro, como o Ato Patriótico, por exemplo, o que o autor respondeu da seguinte forma:
Na verdade, são ambos, embora deva ser lido como uma história de super-heróis. O Superman da Era de Ouro não é sobre imigrantes precisando de uma figura de esperança em meio à Grande Depressão. É sobre o Superman lutando contra Luthor e robôs loucos. As correntes ocultas estão presentes em todas essas histórias e isso lhes dá um pouco de profundidade. Crianças e adultos, mesmo inconscientemente, serão capazes de identificar isso como o mundo em que estão vivendo e, esperançosamente (...) em algum nível também terá um pouco mais de ressonância.
Após o lançamento do capítulo final da minissérie, Millar admitiu que "há uma certa quantidade de alegoria política em uma história em que um sujeito envolto na bandeira americana está acorrentado enquanto as pessoas trocam liberdade por segurança", mas declarou que se esforçou para que o foco fosse em super-heróis lutando entre si.

## Enredo

### Primeira publicação
Tudo começa quando os Novos Guerreiros, tentam ganhar audiência para seu reality show enfrentando quatro vilões fugitivos da rebelião ocorrida na Balsa (Impiedosa, Homem de Cobalto, Speedfreek e Nitro), confiante de si, Speedball parte pra cima de Speedfreek, Micróbio enferruja o Homem de Cobalto, Ronin e Namorita lutam contra Impiedosa, quando quase todos são derrotados, Nitro quase escapando é pego por Namorita perto de uma escola.
O que não esperavam era a enorme explosão causada por Nitro. Milhares de pessoas morrem, incluindo os Novos Guerreiros, o produtor e o câmera do programa e dezenas de crianças que estavam na escola ao lado. Apenas Speedball, dos Novos Guerreiros, sobreviveu, graças aos seus poderes.
Após esse desastre, os Vingadores, X-Men e o Quarteto Fantástico e todos os super-humanos se juntaram para ajudar no salvamento. Diante dessa tragédia, um importante debate foi levado ao Congresso Nacional Norte-Americano: A Lei de Registro de Super-Humanos. A lei determina que os heróis devem se registrar junto ao governo e ter sua atuação regulada por ele. Além disso, os heróis devem revelar suas identidades secretas. Após ser agredido numa missa em homenagem as vítimas pela mãe de uma criança que estava na escola de Stamford, Tony Stark viu que agora, mais do que nunca, ele deveria apoiar a iminente lei.
Após ter tentado entrar numa boate sem esperar na enorme fila de entrada, o Tocha Humana é agredido pelo público que ali estava. Isso faz com que o Sr. Fantástico pensasse seriamente sobre sua atuação diante dos super-humanos.
O Capitão América conversa com Maria Hill, chefe da S.H.I.E.L.D, em um dos enormes porta-aviões que ficam acima da cidade de Nova York. Ela tenta recrutar Steve ao seu lado, mas este não atende ao pedido. Depois de uma intensa luta, o Capitão foge, assim se tornando um foragido.
Depois dos eventos que exigem uma iniciativa, Homem de Ferro, Reed Richards e Jaqueta Amarela vão até o Congresso Nacional para votar a favor do registro, prometendo levar o Capitão a aceitar o registro.

### Segunda publicação
Depois do sumiço do Capitão América, vilões começam a ser presos. Abutre, assim como outros vilões perigosos, são capturados pelo Capitão e seu grupo que agora entrou para a clandestinidade, e atua em um lugar cedido por Nick Fury. Patriota, dos Jovens Vingadores, é perseguido por agentes da SHIELD, que o flagram impedindo um assalto; isso resultou na sua fuga e perseguição. Depois de algum tempo, ele é capturado, assim como os seus companheiros de equipe. Porém, Capitão América e  Falcão estão disfarçados para tirá-los dali, depois de outra perseguição, chegando ao lugar cedido por Fury (que também estava na clandestinidade), eles encontram outros refugiados, como o Demolidor e Cable. 
Enquanto isso, Reed Richards trabalha em um projeto com Tony Stark e Hank Pym, chamada de número quarenta e dois. Se trata de uma prisão para os super-humanos e vilões.
Em um pronunciamento pró-registro transmitido em rede nacional, Stark pede que o Homem-Aranha aparecesse para falar em público, onde até JJ Jameson assistia no momento. O Homem-Aranha então durante o seu discurso revela sua identidade secreta, retirando sua máscara perante a todos, dizendo a seguinte frase: "Meu nome é Peter Parker e eu sou o Homem-Aranha desde os quinze anos".

### Terceira publicação
Enquanto o Capitão América, o Demolidor, o Hércules e o Golias Negro se disfarçam (com a ajuda de Nick Fury), o Homem de Ferro, o Sr. Fantástico e o Jaqueta Amarela, junto com a Vespa, vão procurar reforços para a Iniciativa. Tony conversa com Emma Frost. Ele pede que os X-Men ajudem o governo. Emma não aceita e anuncia neutralidade. Tony sai sem conseguir exatamente o que queria (o apoio de todo o grupo), mas antes de ir embora, é interrompido por Bishop, que entra para a Iniciativa.
O Sr. Fantástico procura o Pantera Negra, mas o monarca de Wakanda recusa. Ele diz que os americanos não estavam em seus assuntos, portanto, ele não iria interferir. Enquanto isso, Vespa vai atrás do Dr. Estranho. Seu ajudante, Wong, avisa-lhes que o mesmo havia ido aos pólos, para jejuar por seus companheiros durante quarenta noites.
Os "Vingadores Secretos", como são chamados o grupo do Capitão América, recebem a informação que pessoas haviam se ferido numa explosão de uma fábrica. Chegando lá, Cable, ao ver uma placa de Tony Stark, percebe que era apenas uma armadilha. Porém, ao tentar avisar, Manto e Wiccano são sedados, impedindo o teleporte. A Iniciativa aparece. O Homem de Ferro tenta persuadir o Capitão América, porém os dois lados começam a batalhar. O Jaqueta Amarela ataca o Golias Negro. Os Jovens Vingadores e Cable lutam contra o Coisa e a Mulher-Hulk. O Dr. Samson ataca o Hércules e o Homem-Aranha luta em particular com o Capitão América, mas o Homem de Ferro o surpreende pelas costas.
Quando Hércules tenta salvá-lo, o campo de batalha é dilacerado por um enorme raio, os heróis então procuram o causador disso apenas para descobrir que Thor havia retornado.

### Quarta publicação
Thor reaparece e ataca a resistência quando todos pensavam que ele estava morto. O Homem de Ferro usa uma arma sônica, deixando todos atordoados. Hércules luta contra o Homem de Ferro e a arma sônica é destruída. Quando os demais se levantam para lutar, Thor ataca ferozmente o Golias Negro, e o mata. Isso fez com que todos ficassem chocados, pois aquela não seria uma atitude típica de Thor (posteriormente, foi revelado que tratava-se de um clone de Thor, criado secretamente por Reed Richards e Tony Stark para ser usado como arma). A resistência escapa com a ajuda de Susan Storm (a Mulher Invisível).
Todos se perguntam se estão do lado certo. O Homem-Aranha também fica abalado e começa a questionar a decisão de entrar para a Iniciativa.
Depois do enterro de Bill, Reed estranha as ações de Peter e desconfia de que ele esteja do lado dos "Vingadores Secretos" da resistência, ainda depois disso, Sue e Johnny Storm abandonam Reed e decidem entrar para a resistência. Stark revela um de seus trunfos para derrotar a resistência, os Novos Thunderbolts.

### Quinta publicação
Johnny e Sue Storm são perseguidos pelos céus de Nova York. Eles conseguem fugir e encontram outros heróis da resistência.
Depois da Morte de Golias, o Homem-Aranha decide abandonar a Iniciativa. Ele enfrenta o Homem de Ferro, porém, a SHIELD intervém e ele consegue escapar. Maria Hill decide tomar medidas extremas: Enviar uma força minima dos Novos Thunderbolts para caçá-lo. Polichinelo e Halloween vão à caça de Peter e espancam o cabeça de teia nos esgotos, mas acabam sendo mortos pelo Justiceiro, que leva Peter até o QG da Resistência.
Os Vingadores Secretos se reúnem para criar um plano de entrar no Edifício Baxter para salvar seus amigos da prisão. Logo depois, Justiceiro entra, carregando Peter ensanguentado nos braços, pedindo por um médico. É revelado que Tigresa era uma agente infiltrada espionando para Stark. 
Tony Stark prende o Demolidor e tenta fazer que o mesmo se una à Iniciativa, mas Demolidor lhe dá uma moeda de prata e diz " Durma bem... Judas..."

### Sexta publicação
Maria Hill os novos heróis de Tony Stark, enquanto Frank Castle invade o Edifício Baxter, para obter a planta da prisão na Zona Negativa. Enquanto isso, a Mulher Invisível tenta convencer Namor a se juntar aos Vingadores Secretos, mas este não parece interessado.
O Justiceiro é banido da equipe por matar dois vilões que iam se aliar ao grupo do Capitão, o Escaravelho Dourado e o Saqueador. Na Zona Negativa é mostrado que o Pantera Negra e Tempestade se uniram aos Vingadores Secretos.
A batalha final entre a Iniciativa e os Vingadores Secretos se inicia na Zona Negativa, onde se revela a traição de Tigresa e que o Dr. Hank Pym havia sido substituído pelo Hulkling desde a manhã do dia. Eles liberam todos os presos, incluindo o Demolidor, Manto e Adaga, equilibrando fortemente as forças dos dois lados.
Começa a Batalha Final...

### Sétima publicação
Personagens principais:
- Homem de Ferro
- Capitão América
- Sr. Fantástico
- Homem-Aranha
- Hércules
- Thor
- Feiticeira Escarlate
- Viúva Negra

Os Vingadores Secretos atacam a Iniciativa então uma guerra intensa começa. Pantera Negra e Adaga descobrem que havia um plano para prender todos os rebeldes e pedem para Manto retirar todos de lá, então ele teleporta todos para o centro de Nova York.
Capitão América luta com Lady Letal, Mercenário e Venom, quando Namor chega e o salva, Treinador tenta atingir a Mulher Invisível com um tiro quando o Sr. Fantástico a protege, assim sendo atingido, Mulher Invisível esmaga o Treinador contra o chão fazendo com que ele ficasse desacordado. Depois de Hércules destruir o clone do Thor, os Vingadores Secretos estão vencendo a batalha, mas Capitão América se vê lutando não por uma causa que acreditava, mas sim apenas causando destruição, isso faz com que ele se rendesse, dando a vitória para a Iniciativa.

## Divisão de Times

### Avengers Assemble
| Lado Contra o Registro | Lado A Favor do Registro |
| ---------------------- | ------------------------ |
| Capitão América        | Capitã Marvel            |
| [[i                    | Soprano                  |
| Hulk                   | Miss Marvel              |
| Thor                   | Visão                    |
| Gavião Arqueiro        | Hulk Vermelho            |
| Viúva Negra            | Pantera Negra            |
| Falcão                 | Homem-Formiga            |

Nota: Registro aqui é pelo Inumanos

### Cinema
| Lado Contra o Registro | Lado A Favor do Registro |
| ---------------------- | ------------------------ |
| Capitão América        | Homem de Ferro           |
| Soldado Invernal       | Pantera Negra            |
| Gavião Arqueiro        | Viúva Negra              |
| Feiticeira Escarlate   | Visão                    |
| Falcão                 | Máquina de Combate       |
| Homem-Formiga          | Homem-Aranha             |

## Em outras mídias

### Cinema
A adaptação produzida pelo Marvel Studios saiu em 28 de abril de 2016 e recebeu diversas críticas positivas, se tornando um dos grandes sucessos de bilheteria do ano. O filme tem muitas diferenças em relação ao enredo do quadrinho, inclusive com o codiretor do longa, Joe Russo, ressaltando isso publicamente. O roteirista da história em quadrinhos, Mark Millar, não gostou da versão cinematográfica, afirmando que não conseguia se lembrar do que o filme se trata, além de que faltava humor e leveza.

### Literatura
A história também foi transposta para o formato literário romance, pelo escritor Stuart Moore.

### Jogos eletrônicos
A saga foi adaptada no jogo eletrônico Marvel Ultimate Alliance 2, lançado para diversas plataformas em 2009.

## Publicação no Brasil
A minissérie foi publicada originalmente no Brasil em sete partes (assim como nos EUA) pela Panini Comics. Para divulgar o evento, a editora lançou nas bancas o Clarim Diário, jornal fictício do universo Marvel, cobrindo os acontecimentos da saga. O primeiro número foi publicado em julho de 2007.
Em 2010, a editora publicou a minissérie completa em formato de luxo. Em 2014, a história foi republicada na Coleção Oficial de Graphic Novels da Marvel.